# Malîi Kliuciv, Colomeea
Malîi Kliuciv (în ucraineană Малий Ключів) este o comună în raionul Colomeea, regiunea Ivano-Frankivsk, Ucraina, formată numai din satul de reședință.

## Demografie
Componența lingvistică a comunei Malîi Kliuciv
     Ucraineană (99,85%)
     Alte limbi (0,15%)
Conform recensământului din 2001, majoritatea populației comunei Malîi Kliuciv era vorbitoare de ucraineană (99,85%), existând în minoritate și vorbitori de alte limbi.